# フォクトレンダーのレンジファインダーカメラ製品一覧
フォクトレンダーのレンジファインダーカメラ製品一覧（フォクトレンダーのレンジファインダーカメラせいひんいちらん）は、フォクトレンダーがドイツ時代に製造した、レンジファインダーカメラの一覧である。レンジファインダーを装備していてもスプリングカメラはフォクトレンダーのスプリングカメラ製品一覧、コンパクトカメラはフォクトレンダーのコンパクトカメラ製品一覧、コシナがフォクトレンダーブランドで販売した製品はコシナ・フォクトレンダーのカメラ製品一覧参照。

## 135フィルム使用カメラ

### プロミネントシリーズ

#### プロミネントボディー
ライカ判のレンズ交換式レンジファインダーカメラで戦前のいわゆる「花魁」プロミネントとは全く機構上の共通点を持たない。今日一般に「プロミネント」と言えばこちらのことが多いと思われる。区別するため「プロミネント35」と呼ばれることもある。レンズビハインドシャッター。
- プロミネントI（Prominent I 、1951年発売[1]） -　初期製品は吊り金具もアクセサリーシューもないが、後に装備するようになった[2]。
- プロミネント普及型（1954年発売[3]） - レンズ交換ができないタイプ[3]。
- プロミネントIa（Prominent Ia 、1956年頃発売[1]） - フィルム巻上げはレバー式で2回巻上げ[4]。35、50、100mmの枠が組み込まれた。
- プロミネントII（Prominent II 、1958年[3][4]発売） - ファインダーが等倍になった[4][5]。

#### プロミネント用レンズ
- ウルトラゴン24mmF5.8（試作のみ?）[6]
- スコパロン35mmF3.5[4]
- ノクトン50mmF1.5 - 5群7枚[7]。アタッチメントがφ49mm外ネジに変更された[1]。
- ノクトン50mmF1.5 - 5群7枚[7]。アタッチメントは当初φ47mmカブセ[1]。
- ウルトロン50mmF2[4]
- カラースコパー50mmF3.5[4]
- ダイナロン100mmF4.5
- テロマー100mmF5.5 - ミラーボックス併用[6]。
- スーパーダイナロン150mmF4.5